# Варнек (судно)
Теплоход «Варнек» — плашкоут, или грузовое судно с малой осадкой. Длина судна — 33,55 м, ширина — 7 м, высота борта — 2,4 м, осадка — 1,84 м, водоизмещение — 154 тонны. построен на СРЗ «Красная кузница» в Архангельске в 1974 году, бывшие названия — «Водолей-1», «Томь-5».

## Крушение
22 июля 2010 года теплоход отправился в обычный рейс из Архангельска с грузом для прибрежных посёлков Ненецкого автономного округа Кия, Шойна и Индига (контейнеры, железобетонные блоки и продукты питания). На борту было 130 тонн груза. После разгрузки в Кие «Варнек» должен был зайти в поселок Шойна 23 июля.
Когда экипаж последний раз выходил на связь (23 июля в 20.20 по московскому времени), судно находилось на 20 миль южнее Канина носа. Экипаж сообщил о штормовой погоде, сильном ветре и очень высоких волнах. Моряки решили, что зайдут за мыс и переждут шторм. Больше на связь экипаж не выходил. В назначенное время 24 июля теплоход не вышел на связь и судовладелец отправил в этот район другое своё судно.

## Спасательная операция
К 26 июля судно обнаружить так и не удалось и тогда владелец подал в заявку в МЧС. Были организованы поиски с воздуха. К вечеру 26 июля 2010 года вертолёт обнаружил судно перевёрнутое вверх килем в 100 м от острова Корга в северо-восточной оконечности полуострова Канин. Спасатели нашли только судно, людей обнаружить не удалось. В ходе двухчасовых поисков на суше был обнаружен гидрокостюм, принадлежащий одному из моряков. «Судно перевернуто, берег усыпан обломками», — сообщили участники авиаразведки. Спасатели обследовали 70 км береговой линии в районе места крушения, а также рыбацкие избы. Лесов в этих местах нет. Людей обнаружить не удалось. 28 июля к месту крушения из Архангельска, Мурманска и Шойны были направлены спасательные суда, из Нарьян-Мара на вертолёте прибыла группа водолазов. Водолазам удалось обследовать рубку и носовую часть судна. Также были проверены рыбацкие избы и прибрежная полоса. Обнаружить пропавших не удалось. 28 июля в 14 часов в полутора километрах от аварийного судна в ходе авиаразведки было обнаружено тело женщины — пассажирки «Варнека», жительницы посёлка Индига, которое вертолетом доставили в Нарьян-Мар. Специалисты прорезали отверстие в днище, проникли в машинное отделение и убедились, что здесь люди также отсутствуют. 29 июля ночью судам, находящимся у побережья полуострова Канин, удалось оттащить на глубину лежавший на отмели «Варнек».

## Последующие события

Перевёрнутое вверх килем судно

30 июля 2010 года аварийное судно «Варнек» начали буксировать в Мезень для проведения там работ по постановке судна на киль. Затем пункт назначения заменили на порт Архангельск Водолазам удалось более тщательно осмотреть плашкоут. Обследование показало — спасательные плоты отсутствуют. Жилые помещения «Варнека», находившиеся в кормовой части, были полностью снесены. На акватории Баренцева моря продолжались поисковые работы. Группа спасателей из Нарьян-Мара провела вертолетный облет береговой полосы полуострова Канин. Авиапатрулирование выполнили спасатели Росавиации, прибывшие из Санкт-Петербурга на самолете «АН-24».Пропавших не обнаружили. 5 августа 2010 года в 5 часов 45 минут «Варнек» затонул во время буксировки, примерно в двух милях от мыса Керец (Приморский район Архангельской области). 6 августа к месту затопления судна «Варнек» в районе мыса Керец вышли два судна с водолазами. В ходе проведения водолазных спусков было установлено, что судно лежит на правом борту, на глубине порядка 28 м. Водолазам удалось осмотреть все помещения аварийного сухогруза, но людей там не оказалось.. 9 августа МЧС завершило активную фазу поиска членов экипажа и пассажиров с судна «Варнек»

## Список погибших[7]
- Капитан Курулюк Александр Константинович;
- Старший помощник капитана Соколов Сергей Юрьевич;
- Старший механик Ерхов Евгений Иванович;
- Моторист Воробьев Николай Вячеславович;
- Матрос Суднов Александр Александрович;
- Пассажиры: Ирина Щербакова, её восьмимесячный сын Щербаков Даниил;
- Окладников Николай Петрович;
- Крюков Андрей Юрьевич.